# Days to Come
Days to Come — третий студийный альбом Bonobo. Выпущен 2 октября 2006 года на лейбле Ninja Tune.  Впервые включает в себя живой вокал — четыре трека записаны в сотрудничестве с певицей Bajka, один — с музыкантом Fink.

## Список композиций
1. «Intro» — 0:54
2. «Days to Come» (с участием Bajka) — 3:49
3. «Between the Lines» (с участием Bajka) — 4:36
4. «The Fever» — 4:21
5. «Ketto» — 5:06
6. «Nightlite» (с участием Bajka) — 5:09
7. «Transmission 94 (parts 1 & 2)» — 7:57
8. «On Your Marks» — 4:09
9. «If You Stayed Over» (с участием Fink) — 5:23
10. «Walk in the Sky» (с участием Bajka) — 4:34
11. «Recurring» — 5:06